# Красноярское книжное издательство
Красноя́рское кни́жное изда́тельство — советское и российское издательство.

## История

### Советское время
Основано 21 марта 1936 год как Красноярский филиал ОГИЗ РСФСР. Летом 1936 года в набор была сдана первая рукопись — книга стихов «Северное сияние» учителя из Игарки и в будущем известного поэта И. Д. Рождественского, вышедшая тиражом 3000 экземпляров. В том же году на хакасском языке был выпущен «Сборник программ для школ грамоты» Н. Г. Доможакова.
В 1940 году филиал был преобразован в Красноярское краевое книжное издательство.
В 1941—1945 годы было издано более 40 книг красноярских писателей, а также 15 брошюр из серии «Красноярцы — герои Отечественной войны» и два выпуска альманаха «Енисей».
В 1953 году объём издаваемых книг составил 6,3 печатных листа.
В 1963 году было включено в систему Госкомиздата СССР.
В 1964—1971 годы тиражи издательства увеличились в 1,7 раза.
В 1964—1991 годы имело Хакасское отделение (Хакасское книжное издательство).
В 1970—1980-е годы в издательстве выходило около 80 наименований книг. В 1979 году в издательстве вышло 56 книг и брошюр, общий тираж которых составил около 2,2 миллионов экземпляров.
Издательство выпускало массово-политическую, производственную, художественную, научно-популярную и краеведческую литературу, а также учебники для хакасских школ. Наиболее известными сериями были «Писатели на Берегах Енисея», «Поэты на берегах Енисея», «Современная сибирская повесть», «Так нам сердце велело», «Енисейский меридиан», «О доблестях, о подвигах, о славе».
В 1988 году была выпущена сатирическая книжка М. Г. Успенского "Дурной глаз".

### Современность
В постсоветское время Красноярское книжное издательство стало одним из немногих не обанкротившихся из системы Госкомиздата. Общее число сотрудников составляло 9 человек. К 1998 году было выпущено в общей сложности более 3500 названий книг и брошюр с общим тиражом свыше 120 миллионов экземпляров.
В августе 2007 года ОАО «Красноярское книжное издательство» (100% акций в собственности Российского фонда федерального имущества) было выставлено на торги. В 2008 году Михаил Владимирович Будилов приобрёл 100% акций издательства за 117 тыс. руб.

## Директора
- И. В. Кокорев — бывший шахтёр, главный редактор Уралгиза — (1936—1941).[1]
- З. И. Семигук (1941—1949)[1]
- К. М. Громова (1949—1951)[3]
- П. В. Кременцков (1951—1954)[3]
- М. Ю. Глозус (1054—1959)[3]
- И. И. Пантелеев (1959—1964)[3][4]
- В. И. Полустарченко (1964—1977)[3][4]
- В. И. Замышляев (1978—1983)[3]
- А. П. Паращук (1983—1986)[3]
- В. С. Корчагин (с 1986)[3][6]

## Главные редакторы
- М. И. Николаева[6]
- В. П. Зыков[6]